# Извору де Жос (Арђеш)
Извору де Жос (рум. Izvoru de Jos) насеље је у Румунији у округу Арђеш у општини Ведеа. Oпштина се налази на надморској висини од 346 m.

## Становништво
Према подацима из 2002. године у насељу је живело 143 становника, од којих су сви румунске националности.